# Беликов, Сергей Викторович
Сергей Викторович Беликов (укр. Сергій Вікторович Бєліков; род. 24 июля 1978) — украинский футболист, полузащитник.

## Игровая карьера
В футбол начинал играть в любительской команде «Нива» (Нечаянное). В 1996 году перешёл в СК «Николаев», где выступал сначала в дубле, а затем в основной команде.
7 июля 1998 года в игре «Николаев» — «Нива» (Тернополь) (0:1) дебютировал в высшей лиге чемпионата Украины. Всего в высшей лиге сыграл 4 матча.
Не сумев закрепиться в основном составе николаевцев, Сергей стал привлекаться в матчам фарм-клуба «корабелов» — «Олимпии ФК АЭС». Со временем Беликов стал полноценным игроком южноукраинского клуба. Всего за пять лет сыграл за «Олимпию» 172 матча в чемпионатах Украины.
С весны 2006 года выступал в любительской команде «Автолокомотив», представляющей в чемпионате области автотранспортное хозяйство при Южно-Украинской АЭС. В команде играл по 2012 год включительно